# Непеин, Андрей Юрьевич
Андрей Юрьевич Непеин (род. 28 июня 1962 года, Дмитров, Московская область) — советский биатлонист. Мастер спорта международного класса по биатлону, мастер спорта по лыжным гонкам.

## Биография
Родился 28 июня 1962 года в городе Дмитров Московской области. Спортивную карьеру начал с лыжных гонок, записавшись в 1972 году вместе с сестрой Ритой в детскую спортивную школу при ГорОНО города Дмитрова в секцию к Игорю Васильевичу Антоновскому. Выступал за сборные Московской области и Министерства просвещения, а в 1979 году выиграл юношеский чемпионат СССР.
Позже Андрей Юрьевич был отобран Александром Ивановичем Тихоновым из группы быстрых лыжников для обучения стрельбе и занятию биатлоном. Непеин выступал за «Динамо» (Московская обл.), более десяти лет входил в сборную СССР, неоднократно выигрывал чемпионаты страны. Завершил спортивную карьеру в 1991 году после победы на чемпионате СССР.
Женат, имеет двоих детей.

## Спортивные достижения
- чемпион в эстафете, серебряный призёр в индивидуальной гонке и бронзовый призёр в спринте Универсиады 1983 года
- победитель предолимпийской недели в Сараево
- победитель чемпионата СССР по биатлону 1987 года в гонке на 20 км, 1989 года в эстафете 4х7,5 км
- призёр чемпионата СССР по биатлону 1984, 1985, 1986, 1987 годов в эстафете 4х7,5 км
- победитель юношеского чемпионата СССР 1979 года по лыжным гонкам
- победитель двух спартакиад народов СССР по биатлону
- победитель и призёр этапов Кубка мира в спринте и эстафетах
- чемпион мира по биатлону среди полицейских